# Nihil obstat

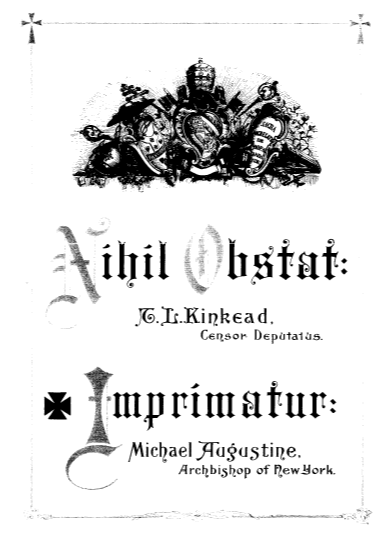
Voorbeeld van Imprimatur en Nihil obstat op het titelblad van een goedgekeurd boek

Nihil obstat is de Latijnse term (letterlijk: niets staat in de weg) voor de officiële toestemming, verstrekt door een censor van de Katholieke Kerk, om een geschrift uit te geven dat zich bezighoudt met de katholieke leer en het geloof.
Met het nihil obstat geeft de censor aan geen bezwaar te zien in publicatie, omdat hij geen ideeën in het werk aantrof die het geloof schade toebrengen of in strijd zijn met de leer van de Kerk. Na goedkeuring door de censor wordt het manuscript doorverwezen naar de bisschop, die toestemming moet geven het werk te laten drukken (het zogeheten imprimatur).